# Henk Hoenselaar
Hendrikus Johannes (Henk) Hoenselaar (Alkmaar, 16 januari 1926 – aldaar, 2 april 2013) was een Nederlands malacoloog op het gebied van micromollusken, schelpjes van kleine weekdieren.

## Biografie
Hoenselaar begon zijn carrière als technicus bij Shell Nederland. Later stapte hij over naar het onderwijs, waar hij docent en vervolgens directeur van een technische school werd.
Tussen 1982 en 2008 was Hoenselaar lid van de Nederlandse Malacologische Vereniging. Samen met zijn vrouw Jos heeft hij grote hoeveelheden bodemmonsters die bij verschillende expedities waren verzameld, doorzocht op zoek naar schelpjes van kleine weekdieren. Daarnaast heeft hij verschillende nieuw ontdekte soorten gedetermineerd en wetenschappelijk beschreven. Aanvankelijk nog met medeauteurs, maar vanaf de eind jaren tachtig ook vaak samen met zijn vrouw.
De uitgebreide collectie die hij samen met zijn vrouw verzamelde, werd geschonken aan het Zoölogisch Museum Amsterdam en maakt tegenwoordig deel uit van de malacologische collectie van Naturalis Biodiversity Center in Leiden.
De slakkensoort Chrysallida hoenselaari is naar hem vernoemd, alsmede het geslacht Hoenselaaria.